# Carel Claudius van Essen
Carel Claudius van Essen (* 26. Juli 1899 in Amsterdam; † 31. Mai 1963 in Rom) war ein niederländischer Klassischer Archäologe. 

## Leben
Van Essen studierte Klassische Altertumswissenschaft an der Universität Utrecht. Durch Constant W. L. Scheurleer (1881–1941), niederländischer Klassischer Archäologe und Sammler, kam er zur Klassischen Archäologie. Scheurleer hatte ein Museum – das Archeologisch Museum Scheurleer – für seine Sammlung klassischer Antiken, die er für sich und die Akademie der bildenden Künste zusammengetragen hatte. Für dieses Museum war van Essen tätig und veröffentlichte erste kleine Abhandlungen im Bulletin voor antieke Beschaving, das con Scheurleer herausgegeben wurde. Darüber hinaus gab van Essen Vorlesungen an der Akademie der bildenden Künste.
Bereits während seines Studiums machte van Essen größere Reisen, die ihn nach Griechenland und Italien führten. So verbrachte er den Winter 1924/25 in Rom, um die Bestandsaufnahme für seine Dissertation abzuschließen. Dort kam er in Kontakt mit Eugénie Sellers Strong, die Einfluss auf sein weiteres archäologisches Denken ausübte. Zu weiteren prägenden Persönlichkeiten, die er während dieser Aufenthalte kennenlernte, gehörten der Etruskologe Antonio Minto und dessen Student Ranuccio Bianchi Bandinelli. Im Dezember 1926 erhielt van Essen ein Stipendium des Philologischen Studienfonds und bereiste erneut Griechenland und Italien, besuchte vor allem Apulien, Kampanien und Etrurien und widmete sich dabei insbesondere kunsthistorischen Problemen sowie der etruskischen Kunst. Im Jahr 1927 wurde er bei Hendrik Bolkestein an der Universität Utrecht mit einer Arbeit über etruskische Wandmalerei promoviert. Bereits 1928 veröffentlichte er neben anderen zwei wichtige Artikel. Der erste widmete sich dem Monument des Aemilius Paullus in Delphi, das er für ein römisches Kunstwerk erklärte. Der zweite Artikel galt der Tomba del Cardinale in Tarquinia und setzte die Arbeiten an seiner Dissertation fort.
Als das Bankhaus Scheurleer & Zoonen 1932 wegen der Rezession geschlossen werden musste, nahm van Essen eine Stelle als Lehrer zunächst in Kampen, später in Zwolle an, wo er auch Gymnasialdirektor wurde. Im Jahr 1940 wurde er Privatdozent an der Universität Groningen und hielt seine Antrittsvorlesung über „Sulla als Bauherr“. Während der Zeit der Niederlande unter deutscher Besatzung engagierte sich van Essen im Widerstand. Gleichwohl publizierte er 1943 im zweiten Band der Algemeene kunstgeschiedenis von Karel G. Boon und Frithjof van Thienen den Artikel über die italische und römische Kunst bis zu Konstantin dem Großen. Der Artikel war ursprünglich von Hendrik Martinus Reinier Leopold (1877–1950), Zweiter Direktor des Koninklijk Nederlands Instituut Rome, verfasst worden, wurde von van Essen jedoch völlig überarbeitet und neu geschrieben. 
Als Leopold 1942 von seinem Posten zurückgetreten war, erwartete man, dass van Essen dessen Nachfolger werde. Am 7. Oktober 1946 folgte tatsächlich die Ernennung und am 1. Juni 1947 trat er sein Amt an. Zu seinen Aufgaben gehörte es, das Institut personell neu auszurichten und seine Position in der internationalen Wissensgemeinschaft zu festigen. Ein Jahr später trat er dem Board der Associazione Internazionale di Archeologia Classica bei und wurde Redaktionsmitglied der Fasti Archaeologici. Annual Bulletin of Classical Archaeology, des Publikationsorgans der Associazione. Van Essen spielte bei Auswahl und Organisation des zu publizierenden Materials sowie bei der Herausgabe der Fasti eine herausragende Rolle. Die Arbeitsmöglichkeiten des Instituts förderte er auch dadurch, dass er seine eigene, umfangreiche Bibliothek zur Verfügung stellte. Wichtig waren zudem seine Führungen und Exkursionen, die regelmäßig in Rom und im Umland der Stadt für Studenten und die Öffentlichkeit organisiert wurden.
Als Zweiter Direktor veröffentlichte van Essen regelmäßig umfangreiche Überblicksartikel zu den Fortschritten archäologischer Forschungen in Italien. Hinzu kamen neben zahlreichen Einzelartikeln ausführliche Buchrezensionen. Im Jahr 1951 wurde van Essen korrespondierendes Mitglied der Königlich Niederländischen Akademie der Wissenschaften. Im Jahr 1954 erschien sein Buch De Kunst van het Oude Rome, das Jean Bayet, Direktor der École française de Rome, unter dem Titel Précis de l’art Antique en Italie 1960 übersetzte. Beide kannten sich seit ihren gemeinsamen Studien an der École française d’Athènes in den 1920er-Jahren. 
Bedeutend waren die praktischen Arbeiten van Essens in Rom, insbesondere die Ausgrabung des seit den 1930er-Jahren bekannten Mithräums unter der Kirche Santa Prisca auf dem Aventin, die er von 1952 bis 1958 in Zusammenarbeit mit Maarten Jozef Vermaseren leitete und deren Ergebnisse in einer umfassenden Publikation 1965 vorgelegt wurden. Doch war Carel Claudius van Essen bereits 1963 überraschend in Rom gestorben und auf dem Cimitero acattolico bestattet worden.

## Veröffentlichungen (Auswahl)
- Did Orphic Influence on Etruscan Tomb Paintings Exist? Studies in Etruscan Tomb Paintings I. H. J. Paris, Amsterdam 1927 (Dissertation; Digitalisat).
- La topographie de la Domus Aurea Neronis (= Mededelingen der Koninklijke Nederlandse Akademie van Wetenschappen. Afd. Letterkunde. Nieuwe Reeks 17, 12). Noord-Hollandsche uitg. maatschappij, Amsterdam 1954.
- De kunst van het oude Rome. Servire, Den Haag 1954.
- mit Maarten J. Vermaseren: The Excavations in the Mithraeum of the Church of Santa Prisca in Rome. Brill, Leiden 1965.